# Rune Bech
Rune Bech (født 26. juni 1966, Havstedbæk i Køng Sogn på Fyn) er en dansk journalist og tidligere udenrigskorrespondent på bl.a. Politiken fra 1989-1997, tidligere digital direktør på TV 2 fra 2001-2007, samt iværksætter bag bl.a. NetDoktor og Liva Healthcare, og initiativtager og drivkraft bag genåbningen af det historiske Jazzhus Montmartre i Store Regnegade, København, i maj 2010.

## Karriere
Rune Bech var oprindeligt journalist og udenrigskorrespondent på Politiken (Østeuropa-korrespondent 1989-1993 og London-korrespondent 1993-1997) samt udenrigsreporter på TV 2 Nyhederne (1997-1998) og blev efterfølgende iværksætter, da han sammen med gymnasievennen og lægen Carl J. Brandt i 1998 stiftede den uafhængige lægetjeneste NetDoktor, som på kort tid blev en førende dansk internetportal.
Rune Bech anses for at være blandt pionererne på internettet i Danmark, da NetDoktor.dk sammen med bl.a. Jubii.dk og Jobindex.dk var blandt frontløbere i udbredelsen af internettet i Danmark i anden halvdel af 1990'erne. Dagbladet Børsen udarbejdede i oktober 2007 en plakat i forbindelse med afholdelsen af New Media Days-Konferencen i København med de 15 førende frontløbere på nettet i Danmark, hvor Bech nævnes sammen med andre fremtrædende iværksættere fra den æra, bl.a. Martin Thorborg, Janus Friis, Tim Frank Andersen og Jakob Nielsen.
Efterfølgende blev Rune Bech udnævnt som internetdirektør for TV 2 (2001-2007) med ansvar for TV 2s internetportal tv2.dk. I december 2005 var han i denne position ansvarlig for at skabe TV 2s video-on-demand-tjeneste TV 2 Sputnik, senere omdøbt til TV 2 Play samt TV 2s mobile aktiviteter.  Han indgik i TV 2s programledelse og ledergruppe sammen med bl.a. Peter Parbo, Bo Damgaard, Morten Stig Christeisen, Lars Esben Hansen og Anne Engdal Stig Christensen. En årrække var han dommer i E-handelsprisen og Digitaliseringsprisen.
Siden 2007 har Rune Bech været investor samt selvstændig rådgiver for bl.a. Krak og JP/Politikens Hus. En række andelsejede danske el-selskaber hyrede ham i 2007 til udrulningen af fiberbredbånd som bestyrelsesformand for deres tv- og netudbyder Smile Content (senere Waoo) og fiber- og netværksudbyder Nianet, sidstnævnte frem til fusionen med Global Connect i 2018. Han har sideløbende været medstifter og investor i en række nye virksomheder indenfor især sundhed og it, bl.a. SundhedsDoktor (2006), samt Liva Healthcare (2015), der har kontorer i København og London. Det engelske sundhedsvæsen NHS England valgte i 2017 Liva Healthcare som digital innovationspartner til at forbygge type-2 diabetes og fedme. , , 

## Privat
Han er søn af viceskoleinspektør Thomas Bech Pedersen (født i Them, 1920) og hustru, børnehaveklasseleder Anne Margrethe Nygaard Pedersen (født i Tommerup, 1931). 
Rune Bech deler sin tid mellem Svendborg og Christianshavn. Han har to sønner Bjarke Bech (født i London, 1993) og Mathæus Bech (født i London, 1995)., 
I maj 2010 var Rune Bech som et passionsprojekt bærende drivkraft bag genåbningen af Jazzhus Montmartre i Store Regnegade 19A i København sammen med bl.a. den tidligere direktør for Det Kongelige Teater og tidl. formand for DR Michael Christiansen som bestyrelsesformand. Huset blev etableret som et non-profit-projekt i regi af en selvejende almennyttig fond. Rune Bech var i ti år ulønnet adm.dir. på deltid for Jazzhus Montmartre indtil 2020, hvorefter han fortsatte som medlem i bestyrelsen for Jazzhus Montmartre Fonden. 